# Liste von Burgen und Schlössern in Baden-Württemberg

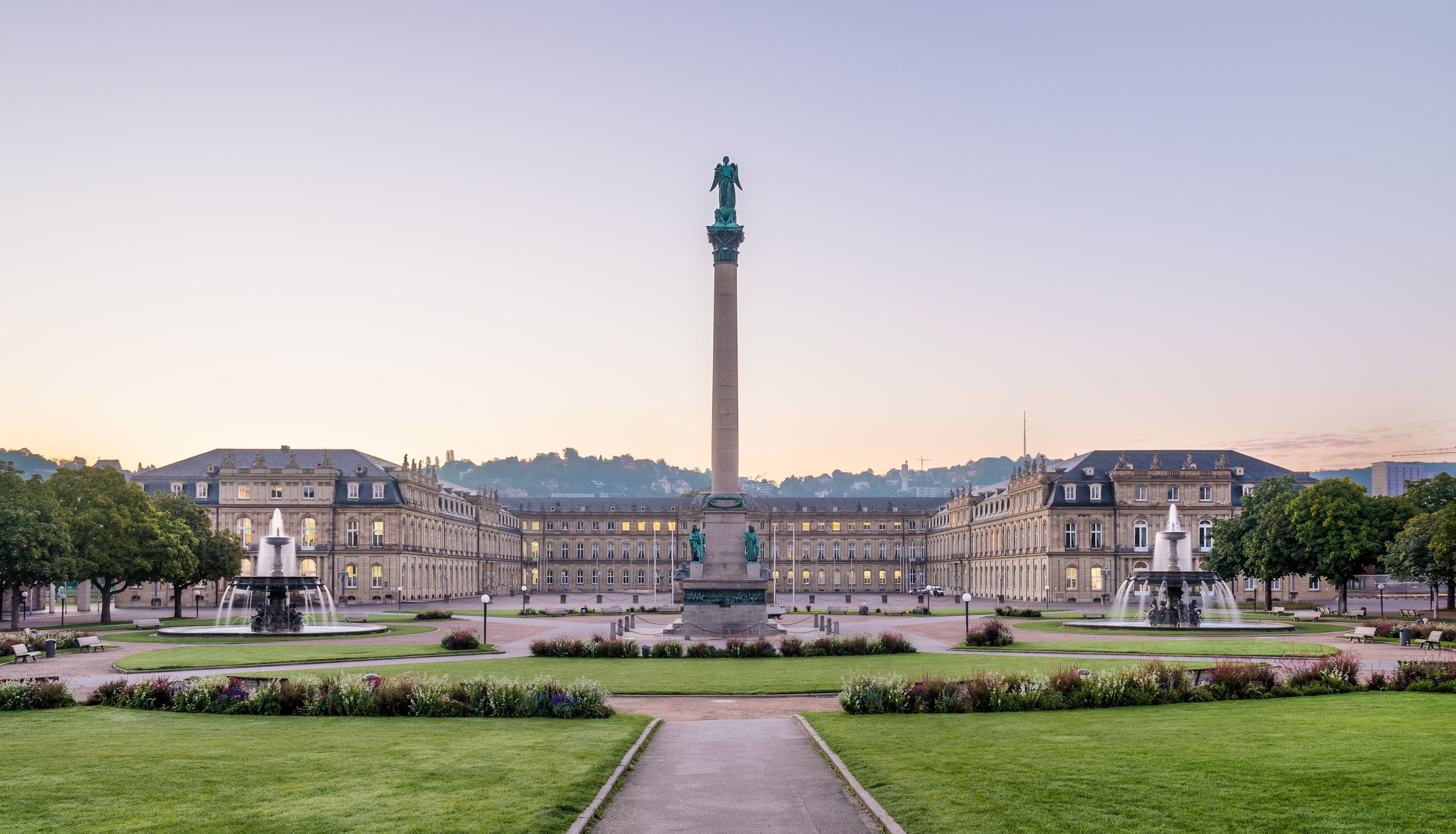
Das Neue Schloss Stuttgart mit dem Schlossplatz und der Jubiläumssäule in der Landeshauptstadt Stuttgart

Die Liste von Burgen und Schlössern in Baden-Württemberg umfasst eine Vielzahl von Burgen und Schlössern auf dem Gebiet des heutigen deutschen Bundeslandes Baden-Württemberg. Diese zum Teil auf eine 1000-jährige Geschichte zurückblickenden Bauten waren Schauplatz historischer Ereignisse, Wirkungsstätte bekannter Persönlichkeiten und sind häufig noch heute imposante Gebäude. Nicht aufgeführt sind Zier- und Nachbauten, die nie als Wohngebäude oder zur Verteidigung genutzt wurden.
Die Links auf dieser Übersichtsseite verweisen zu den einzelnen Regierungsbezirken oder direkt zu den entsprechenden Stadtkreisen und Landkreisen.

## Liste von Burgen und Schlössern im Regierungsbezirk Stuttgart

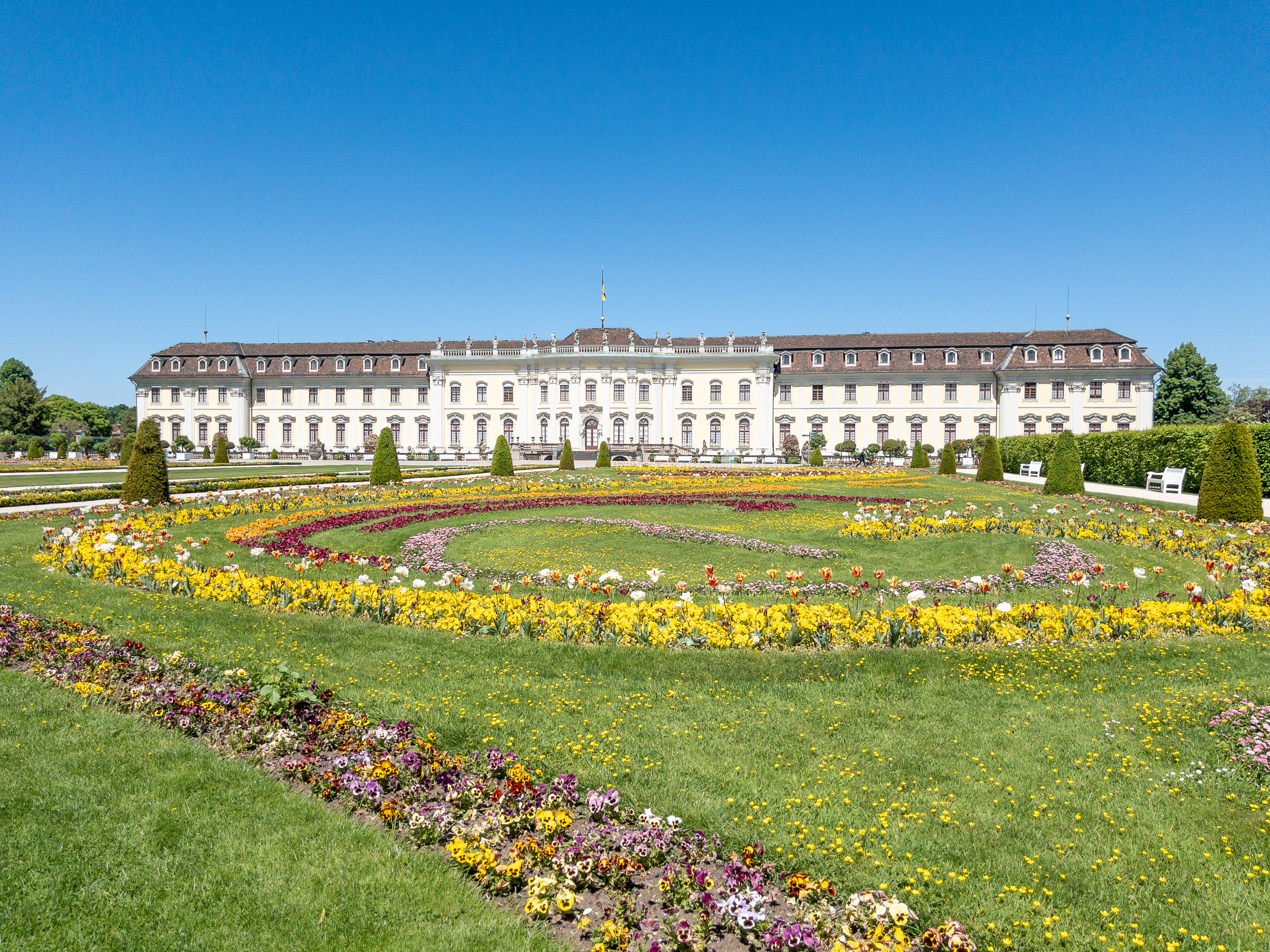
Das Residenzschloss Ludwigsburg ist eine der größten original erhaltenen barocken Schlossanlagen Deutschlands und wird daher oft auch als das Deutsche Versailles bezeichnet

- Landkreis Böblingen
- Landkreis Esslingen
- Landkreis Göppingen
- Landkreis Heidenheim
- Heilbronn
- Landkreis Heilbronn
- Hohenlohekreis
- Landkreis Ludwigsburg
- Main-Tauber-Kreis
- Rems-Murr-Kreis
- Landkreis Schwäbisch Hall
- Landeshauptstadt Stuttgart

## Liste von Burgen und Schlössern im Regierungsbezirk Karlsruhe

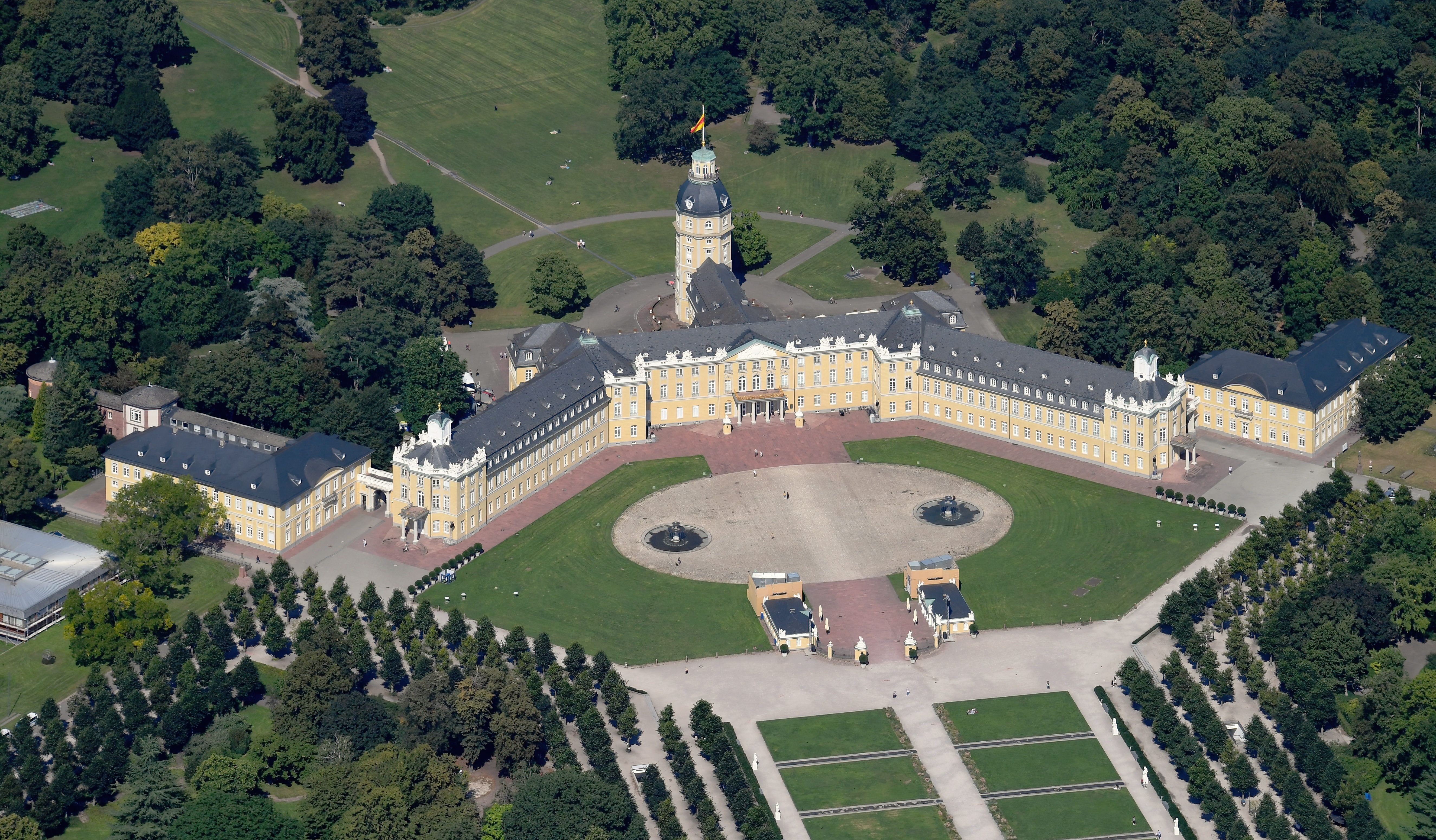
Das Schloss Karlsruhe bildet das Zentrum der Fächerstadt Karlsruhe

- Baden-Baden
- Landkreis Calw
- Enzkreis
- Heidelberg
- Karlsruhe
- Landkreis Karlsruhe
- Mannheim
- Neckar-Odenwald-Kreis
- Pforzheim
- Landkreis Rastatt
- Rhein-Neckar-Kreis

## Liste von Burgen und Schlössern im Regierungsbezirk Freiburg

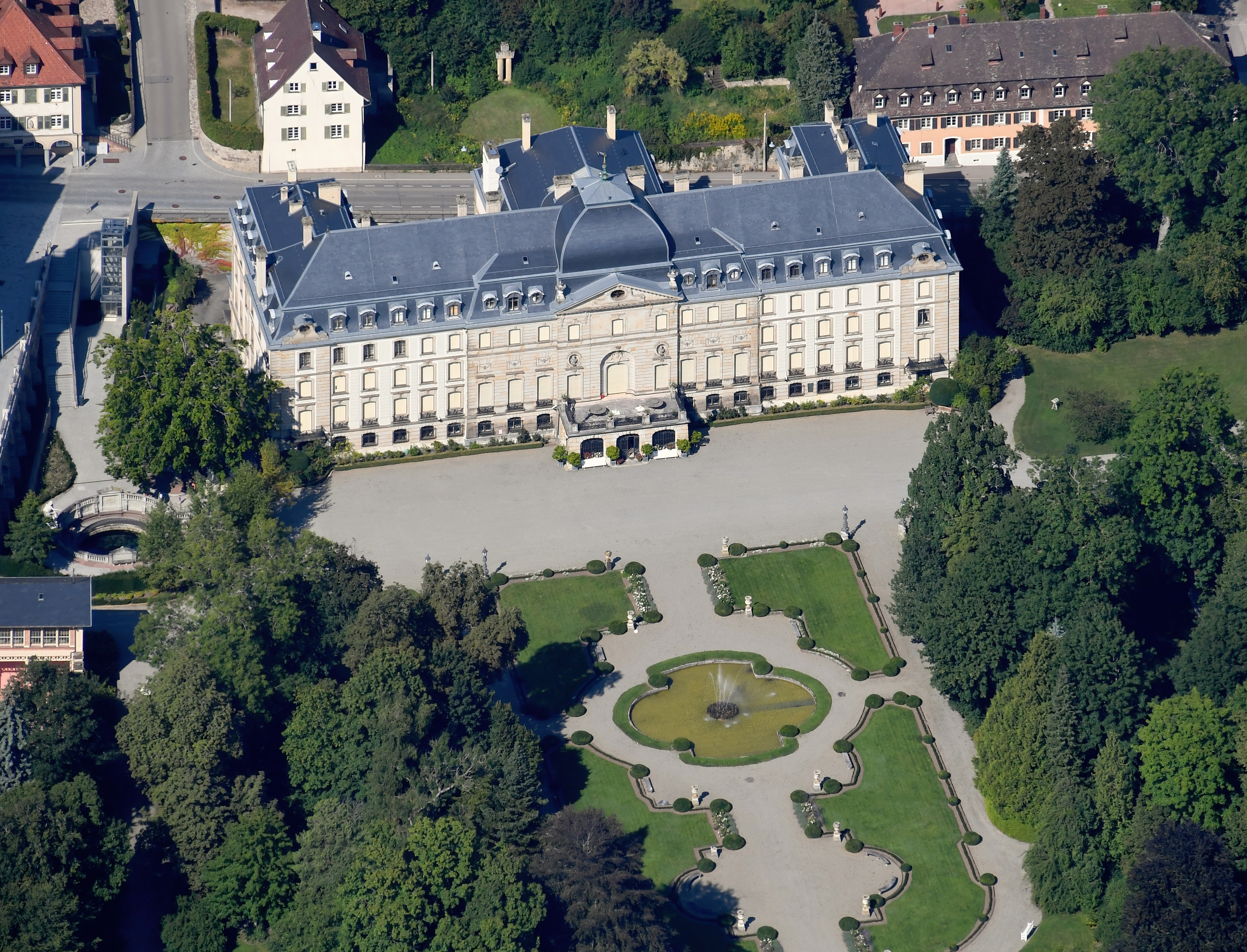
Im Park des Schloss Donaueschingen entspringt die Donau

- Freiburg im Breisgau
- Landkreis Breisgau-Hochschwarzwald
- Landkreis Emmendingen
- Landkreis Konstanz
- Landkreis Lörrach
- Ortenaukreis
- Landkreis Rottweil
- Schwarzwald-Baar-Kreis
- Landkreis Tuttlingen
- Landkreis Waldshut

## Liste von Burgen und Schlössern im Regierungsbezirk Tübingen

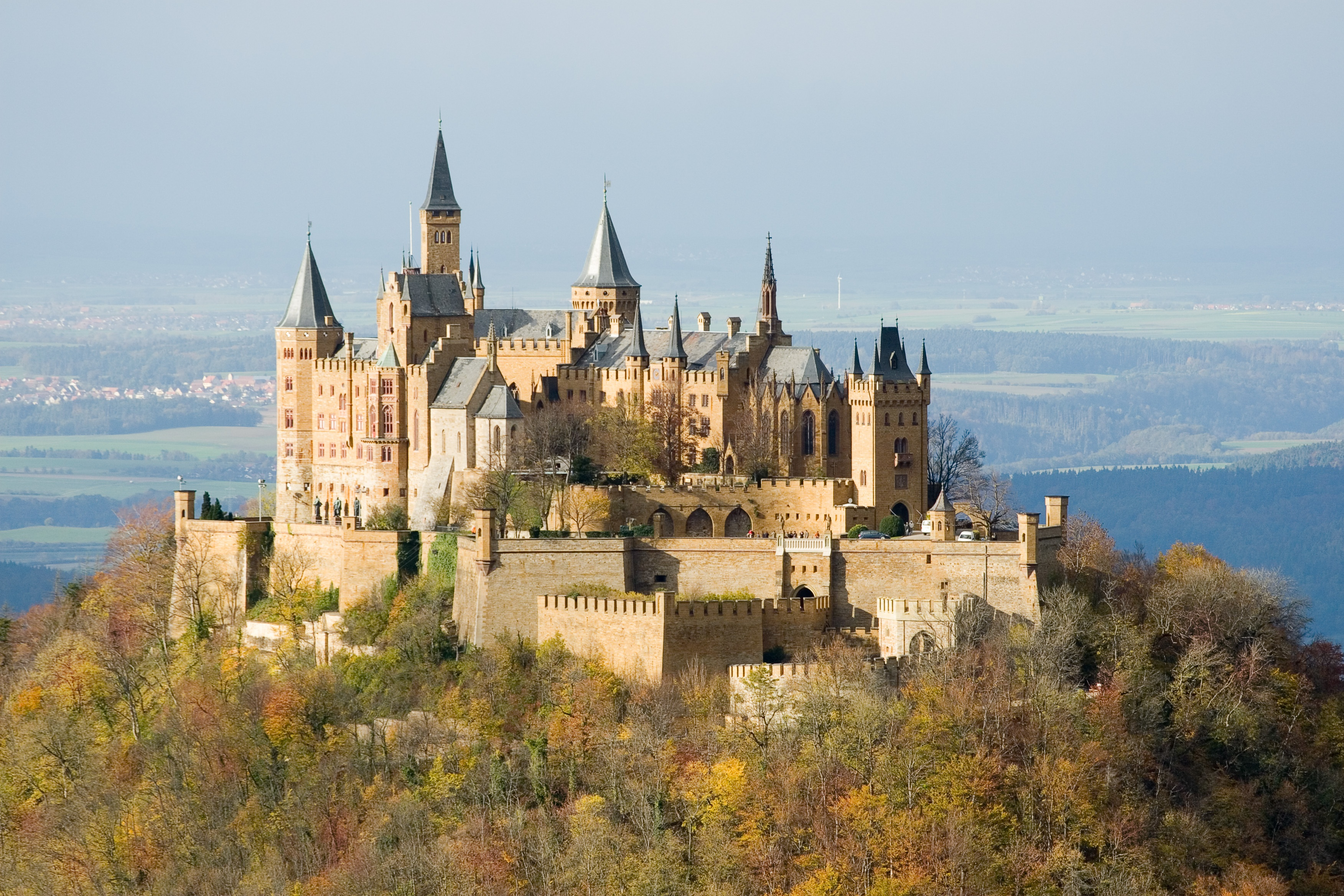
Burg Hohenzollern bei Hechingen gehört zu den bekanntesten Sehenswürdigkeiten Deutschlands

- Alb-Donau-Kreis
- Landkreis Biberach
- Bodenseekreis
- Landkreis Ravensburg
- Landkreis Reutlingen
- Landkreis Sigmaringen
- Landkreis Tübingen
- Ulm
- Zollernalbkreis

## Sachbücher
- Hans Ulrich Rudolf (Hrsg.), Berthold Büchele, Ursula Rückgauer: Stätten der Herrschaft und Macht – Burgen und Schlösser im Landkreis Ravensburg. Jan Thorbecke Verlag, Ostfildern 2013, ISBN 978-3-7995-0508-6.
- Martin Kluger: Die Fugger um Augsburg, München und Ulm. Adel, Schlösser und Kirchen. 1. Auflage. Context Verlag Augsburg, Augsburg 2012, ISBN 978-3-939645-43-6.
- Günther Schmitt: Burgenführer Schwäbische Alb. 6 Bände.
- Stefan Uhl: Burgen, Schlösser und Adelssitze im Landkreis Biberach. (= Heimatkundliche Blätter für den Kreis Biberach. Jg. 9, Sonderheft 1, ISSN 1430-9475). Biberacher Verlagsdruckerei, Biberach an der Riß 1986.
- Max Miller (Hrsg.): Handbuch der historischen Stätten Deutschlands. Band 6: Baden-Württemberg (= Kröners Taschenausgabe. Band 276). Kröner, Stuttgart 1965, DNB 456882928.
- Alfons Zettler, Thomas Zotz: Die Burgen im mittelalterlichen Breisgau, Jan Thorbecke Verlag, Ostfildern. Nördlicher Teil Halbband A–K, 2003, ISBN 978-3-7995-7364-1. Nördlicher Teil Halbband L–Z, 2006, ISBN 978-3-7995-7365-8. Südlicher Teil Halbband A–K, 2009, ISBN 978-3-7995-7366-5.

## Filme – Dokumentationen
- „Schlösserwelten Europas“ Dokumentationsreihe für arte Entdeckung, Premiere 2013, arte, ZDF, Autor und Regisseur: Jeremy JP Fekete für die Folge: Baden-Württemberg-D, Trailer auf YouTube. „Schlösserwelten Europas“ auf Facebook